# Huw Bunford
Huw Bunford (* 15. září 1967, Cardiff) je velšský rockový kytarista a hudební skladatel. Studoval na škole Lanchester Polytechnic a hudbě se začal věnovat v polovině osmdesátých let. Jeho první skupinou byla Edrych am Jiwlia, jejíž texty byly zpívány ve velšském jazyce. Mezi jeho další kapely patřila U Thant, v níž hrál také baskytarista Guto Pryce. Spolu s ním se v roce 1993 stal členem kapely Super Furry Animals. Skupina do roku 2009 vydala devět studiových alb a o rok později přestala vystupovat. Roku 2012 byla jednorázově obnovena, ale později opět přestala hrát. V roce 2014 skupina jako celek představila vlastní značku piva. V roce 2014 založil skupinu The Pale Blue Dots, která v listopadu téhož roku vydala své debutové album Lots of Dots. Spolu s ním v kapele působí Richard Chester. Album vydala společnost Strangetown Records. V roce 2014 se začal věnovat skládání filmové hudby.

## Diskografie
- Moog Droog (Super Furry Animals, 1995)
- Fuzzy Logic (Super Furry Animals, 1996)
- Radiator (Super Furry Animals, 1997)
- Guerrilla (Super Furry Animals, 1999)
- Mwng (Super Furry Animals, 2000)
- Rings Around the World (Super Furry Animals, 2001)
- Phantom Power (Super Furry Animals, 2003)
- Love Kraft (Super Furry Animals, 2005)
- Hey Venus! (Super Furry Animals, 2007)
- Dark Days/Light Years (Super Furry Animals, 2009)
- Lots of Dots (The Pale Blue Dots, 2014)
- DK.01 (Das Koolies, 2023)